# Cassell's Magazine
Pour les articles homonymes, voir Cassell.
Le Cassell's Magazine est un périodique illustré britannique, hebdomadaire puis mensuel, fondé en 1853  à Londres, et qui prend fin en 1932, après une fusion avec Storyteller. De par son chiffre de vente et sa notoriété dans le monde anglo-saxon, il reste l'un des premiers magazines populaires de la fin de l'époque victorienne.

## Histoire du support
Originellement, l'éditeur et patron de presse anglais John Cassell (1817-1865) lance le Cassell's Illustrated Family Paper le 31 décembre 1853 au format folio (4 pages au prix de 1 penny) et au rythme hebdomadaire : appelé avec l'usage The Family Paper, contenant des gravures sur bois, il paraît régulièrement jusqu'au 9 mars 1867 où la nouvelle direction, la société Cassell, Petter and Galpin Ltd, constatant que les ventes ont diminué, décide de réduire le format, de passer à un rythme mensuel, puis de le renommer Cassell's Family Magazine en 1874. On adopte alors un procédé de similigravure pour les images et transfère le tirage sur rotative. Le nom de Cassell's Magazine n'est adopté qu'en 1897, et à partir du 29 mars 1912, il est renommé Cassell's Magazine of Fiction. 
Dans les années 1890, Max Pemberton qui est rédacteur en chef, s'inspire de The Strand Magazine, et concurrence sensiblement ce dernier. En 1912, sous la direction cette fois de Newman Flower, l'impression se fait sur papier de basse qualité et le lectorat visé se veut populaire : le support évolue au format pulp et l'on y trouve des nouvelles de E. Phillips Oppenheim, entre autres.
La société Cassell & Company, après une tumultueuse entrée en Bourse, est forcée de le revendre à Amalgamated Press en 1927 qui le fusionne avec Storyteller en 1932.
Une édition américaine, paraissant le mois suivant celle de Londres, fut publiée de janvier 1884 à décembre 1907. Il existait aussi des éditions locales à Toronto, Paris et Melbourne, avec des légères différences de contenu.

### Rédaction en chef
La rédaction du magazine fut dirigée par :
- John Tillotson, 1853 – 1854,
- John Cassell, 1855 – automne 1859,
- George W. Petter, 1859 – 1865,
- William Moy Thomas, avril 1867 – mars 1868,
- John Lovell, avril 1868 – mars 1869,
- le révérend H. C. Haweis, d'avril 1869 à mai 1870,
- George Manville Fenn, d'avril 1870 à novembre 1874,
- H.G. Bonavia Hunt, jusqu'en 1896,
- Max Pemberton, jusqu'en 1905,
- David Williamson, jusqu'en novembre 1908,
- Walter Smith, de décembre 1908 à mars 1912,
- Newman Flower, d'avril 1912 à 1922,
- Charles Vivian, 1922-1924,
- Clarence Winchester, de 1924 à décembre 1932.

## Contributeurs notables

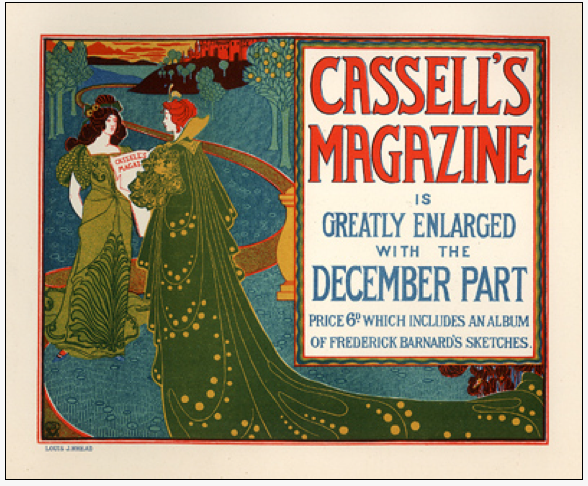
Affiche lithographiée signée Louis John Rhead pour l'édition spéciale de Noël 1897.

### Écrivains
Parmi les nombreux auteurs publiés, l'on compte : Wilkie Collins, dont la nouvelle Man and Wife publiée en 1870 propulse la diffusion du magazine à 70 000 exemplaires. Après le succès remporté par Tit-Bits publié en feuilleton dans le Strand Magazine dirigé par le patron de presse George Newnes, et celui d'Alfred Harmsworth avec Answers, le Cassel's Magazine commence à offrir à ses lecteurs les œuvres de romanciers populaires tels que Robert Louis Stevenson, Arthur Quiller-Couch, Sheridan Le Fanu, J. M. Barrie, P. G. Wodehouse et aussi G. K. Chesterton avec plusieurs des enquêtes policières du père Brown réunies par la suite en volume, notamment dans La Clairvoyance du père Brown.
D'autres auteurs ont contribué au Cassell's Magazine : E. W. Hornung, avec les aventures de Arthur J. Raffles, gentleman-cambrioleur à la fin des années 1890 ; Rudyard Kipling, avec son roman Kim publié en feuilleton de janvier à novembre 1901 ; Henry Rider Haggard, avec The Brethren, de décembre 1903 à novembre 1904, et Benita, de décembre 1905 à mai 1906 ; Arthur Conan Doyle avec Through the Magic Door, en feuilleton de novembre 1906 à octobre 1907 ; et aussi de nombreux autres, dont Constance Beerbohm (en). 
Joseph Conrad collabora au Cassell's Magazine : quand paraît son récit Il Conde, celui-ci devient alors l'un de ses textes les plus diffusés, étant donné le volume de tirage du magazine. En janvier 1908, il charge son agent de veiller à ce que l'un de ses textes soit effectivement publié dans le magazine, ce qui montre bien tout l'intérêt que portait l'écrivain à ce périodique, qui reste l'un des plus populaires de son temps.